# Panyarring
Le panyarring était la pratique consistant à saisir et détenir des personnes jusqu'au remboursement d'une dette ou la résolution d'un litige. C'était une pratique courante le long de la côte atlantique de l'Afrique aux XVIIIe et XIXe siècles. Elle s'est développée à partir du pawnship (« mise en gage »), une pratique courante en Afrique de l'Ouest, où une famille garantissait son crédit par la mise en gage de biens ou de personnes de leur famille. En cas de non-remboursement, la personne mise en gage devenait la propriété du créditeur et pouvait être vendue comme esclave. Le panyarring diffère cependant de la mise en gage car il ne résulte pas d'un accord mutuel mais d'une saisie forcée.
Lorsque la traite atlantique devint une composante majeure de l'économie le long de la côte atlantique (essentiellement du milieu du XVIIIe siècle au milieu du XIXe siècle), le panyarring devint un moyen de fournir un nombre plus important d'esclaves, de perturber le commerce des rivaux, ainsi qu'un outil politique et économique utilisé par les Européens comme les Africains. 
La pratique a été interdite par un certain nombre de royaumes africains, notamment par l'Empire Ashanti en 1838. Les Britanniques s'opposèrent fermement à cette pratique lorsqu'ils établirent leur colonies et interdirent la pratique en 1883. Elle tomba en désuétude et n'existe plus en Afrique de l'Ouest. 

## Origines

### Pawnship (mise en gage)

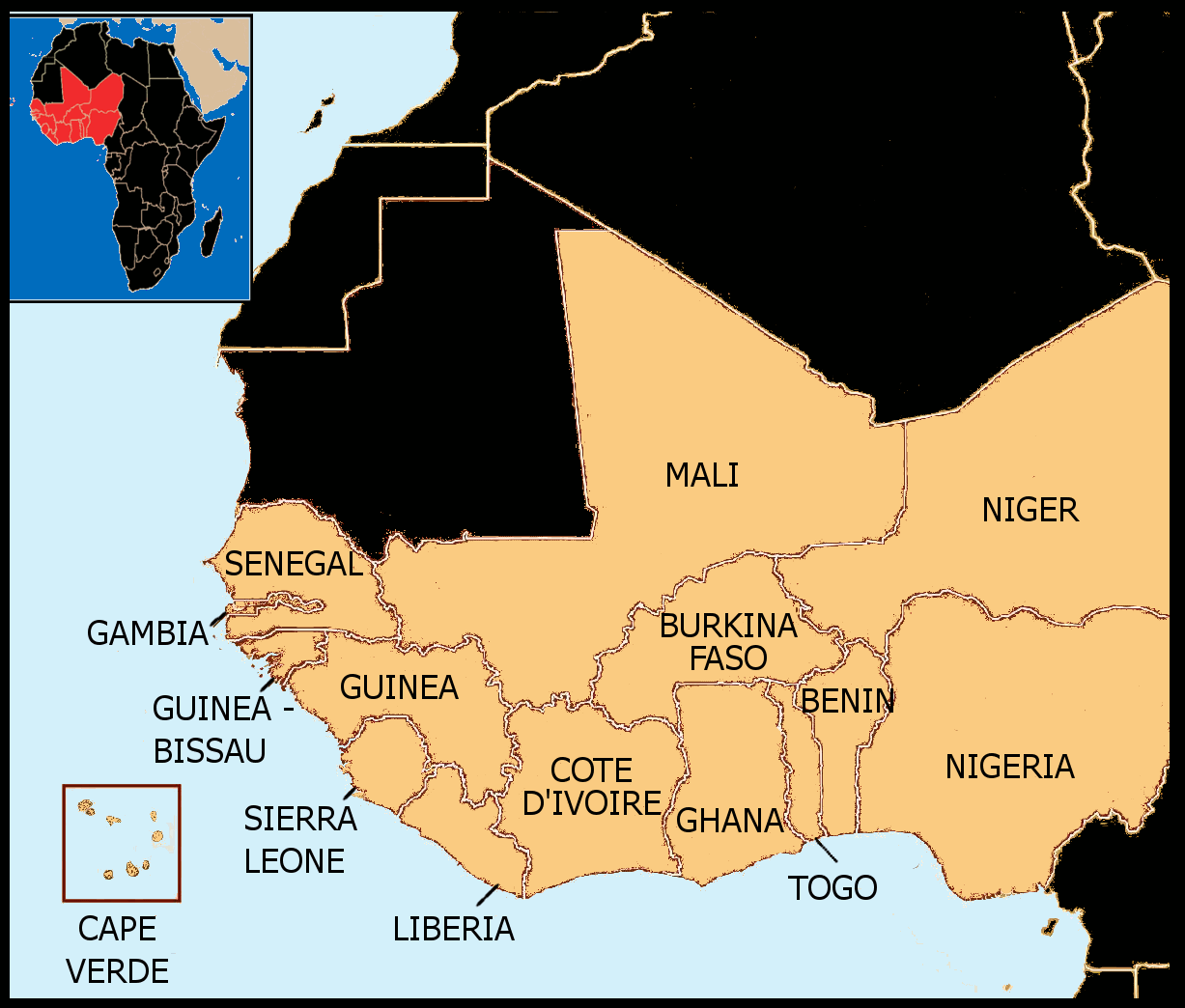
Carte de l'Afrique de l'Ouest.

La mise en gage (pawnship) était une forme courante de garantie en Afrique de l'Ouest, qui impliquait la mise en gage d'une personne (ou d'un membre de la famille de cette personne) au service d'une personne acceptant de lui consentir un prêt. La mise en gage était en lien avec l'esclavage car le non-remboursement pouvait aboutir à l'asservissement de la personne mise en gage, mais il s'en distinguait néanmoins car il incluait souvent des conditions spéciales et les fréquents liens de parenté entre débiteur et créancier tendaient à protéger les personnes engagées d'être vendues comme esclaves. La pratique de la mise en gage (pawnship) était courante en Afrique de l'Ouest avant les contacts avec les Européens, chez les Akans, les Ewe, les Gas, les Yorubas et les Edos. Elle existait également, sous une forme légèrement différente, chez les Efiks, les Igbos, les Ijaws et les Fons.

### Pratique
Contrairement à la mise en gage, le panyarring implique la saisie forcée d'une personne afin d'obtenir le remboursement d'une dette et l'éventuelle vente en esclavage de la personne détenue afin de compenser la perte due à son non-remboursement. Le panyarring n'était que l'une des formes de recouvrement de dette dans cette région, c'était de loin la plus extrême. Le panyarring pouvait concerner la personne qui n'avait pas remboursé une dette, un membre de la famille de cette personne, ou même un membre de la communauté ou un associé de cette personne (en vertu de la croyance en la responsabilité collective pour le remboursement des dettes). En plus de forcer le remboursement de la dette, le panyarring pouvait également être utilisé pour forcer une personne à ouvrir une palabre, une forme de procédure judiciaire à l'encontre des emprunteurs ayant fait défaut dans le remboursement. Le recours au système du panyarring avant le contact avec les Européens est peu documenté, les historiens contemporains pensent généralement que cette pratique n'était que rarement utilisée.

### Étymologie
L'origine du mot vient du portugais penhóràr (saisir ou procéder à une saisie conservatoire) et penhór (une caution ou un nantissement). Lorsque les Portugais parvinrent en Côte de l'Or au XVIe siècle, ils utilisèrent le mot penhóràr pour décrire la pratique locale de la mise en gage chez les Akans. Peu à peu, le mot est devenu couramment utilisé par les Européens pour désigner la pratique de saisir une personne pour le remboursement d'une dette ou pour remédier à une injustice le long de toute la côte atlantique de l'Afrique.

## Histoire
Le panyarring devint une activité à large échelle en Afrique de l'Ouest avec l'expansion de la traite atlantique. Cette traite reposait en effet sur un vaste réseau de routes commerciales couvrant des centaines de kilomètres à l'intérieur des terres : il en résultait des formes complexes de crédit, dont le panyarring. Les marchands africains et européens recouraient également abondamment à la mise en gage (pawnship) Il y avait cependant des différences régionales dans la manière dont le crédit était octroyé le long de la côte atlantique.

### Côte-de-l'Or
Le long de la Gold Coast, dans l'actuel Ghana, le panyarring devint un outil utilisé dans le commerce des esclaves et dans la compétition entre les Hollandais, les Britanniques et d'autres puissances européennes pour se procurer des esclaves. Politiquement, au XVIIIe siècle, cette région de l'Afrique était peuplée par un certain nombre de groupes Akan, dépourvus de pouvoir central organisé. Avec l'augmentation de la traite des esclaves, le panyarring devint un moyen de saisir des personnes, parfois en l'absence de relation de crédit préalable, de les tenir en otage, de les vendre en esclavage ou tout simplement de s'emparer de leurs biens. Le panyarring régulait également les relations entre les différentes communautés en obligeant l'autre partie à se rendre à une palabre pour que le conflit soit réglé devant un juge.
Le Panyarring devint ainsi un moyen de se procurer des esclaves pour alimenter la traite atlantique. Les dettes pouvaient être réelles ou inventées, des personnes étaient capturées et rapidement déplacées pour être vendues aux négriers européens avant que leurs familles ne puisse réagir. En outre, les marchands d'esclaves opérant loin de la côte étaient parfois eux-mêmes saisis avant d'atteindre les villes portuaires ; tous les esclaves qu'ils amenaient au port étaient alors également saisis et vendus rapidement.

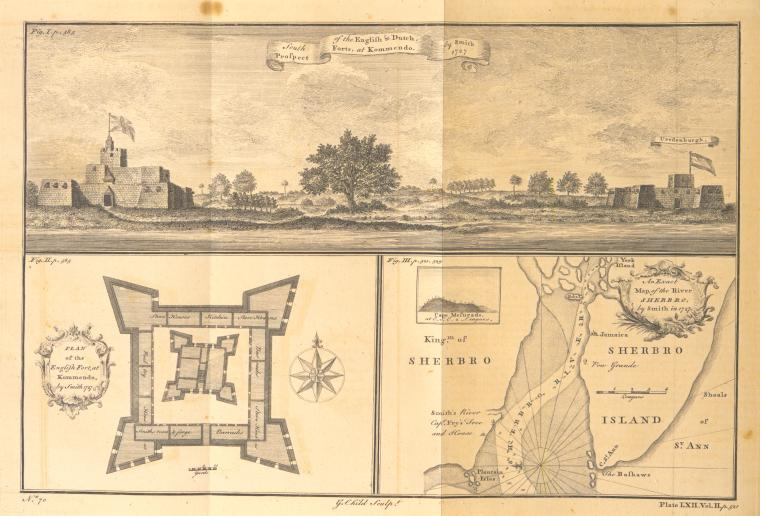
Les forts britanniques et hollandais à Komenda, lieux de nombreux recours significatifs au panyarring.

Européens comme Africains commencèrent à intégrer le panyarring dans leurs stratégies politiques et économiques ainsi qu'en réparation d'offenses réelles ou inventées. Par exemple, en 1709, des marchands d'esclaves britanniques étaient en conflit avec un marchand d'esclaves africain qu'ils accusaient de leur avoir vendu un esclave « fou ». Lorsque le conflit dégénéra, les marchands africains saisirent en panyarring le capitaine britannique et le détinrent jusqu'à ce que les deux parties aient négocié un accord. De même, en 1797, Archibald Dalzel, gouverneur britannique sur la Gold Coast, prit en panyarring un prêtre Fante à Annomaboe, lorsque les membres de la ville refusèrent de rembourser les dettes qu'ils avaient contractées auprès d'officiers britanniques parce que ces derniers étaient morts. Dalzel garda le prêtre en détention au fort de Cape Coast pendant une semaine jusqu'à ce que le chef d'Annamaboe consente à rembourser les dettes.
Les négriers britanniques et hollandais incorporèrent le panyarring dans leur rivalité commerciale. Les marchands d'esclaves africains en relation commerciale avec l'autre puissance commerciale étaient saisis de manière à désorganiser le commerce ou tenter de faire changer d'allégeance les marchands africains. Ainsi, en 1688, dans le port de Komenda, les Hollandais saisirent en panyarring John Cabess, un puissant marchand d'esclaves africain fidèle aux Britanniques, et bien qu'il ait été rapidement remis en liberté, ils gardèrent tous les biens que Cabess transportait au moment de la saisie. Cet épisode est possiblement l'un des facteurs qui amenèrent Cabess à lancer des attaques contre les Hollandes, attaques qui débouchèrent sur les guerres de Komenda (1694-1700). Durant ces guerres, Britanniques, Hollandais et Africains eurent régulièrement recours au panyarring comme moyen d'attaquer la partie adverse.
Le panyarring rendit très vulnérables les communautés le long de la Côte de l'Or aux XVIIe et XVIIIe siècles, car leurs membres pouvaient à tout moment être vendus comme esclaves ou détenus à des fins de paiement. Voyager devint très dangereux, de même que de travailler seul, loin de sa communauté. Pour se protéger, les Akans créèrent les Asafo, des groupes de guerriers pour accompagner les voyageurs et protéger les communautés.
Lorsque l'Empire ashanti accrut sa domination sur la région et chercha à consolider son autorité, il s'efforça de mettre un terme à la pratique du panyarring. Le roi Kwaku Dua je Panyin interdit cette pratique vers 1838. Les Ashantis eurent recours à leur puissance militaire et administrative pour mettre en œuvre cette interdiction. Ils poursuivirent leurs efforts jusqu'en 1883, date de la chute de Mensa Bonsu et du chaos qui s'ensuivit. Le panyarring redevint alors le moyen utilisé pour forcer le recouvrement de dettes ainsi qu'un outil de stratégie politique et économique. En 1902, les Britanniques conquirent le royaume Ashanti et transformèrent la région de l'actuel Ghana en un protectorat. L'une des premières réalisations de la nouvelle administration fut de mettre fin à cette pratique dans la colonie. Ils firent juger par un tribunal les personnes coupables de panyarring et les condamnèrent, ce qui aboutit, vers 1903, au large abandon de cette pratique.

### Territoire Yoruba

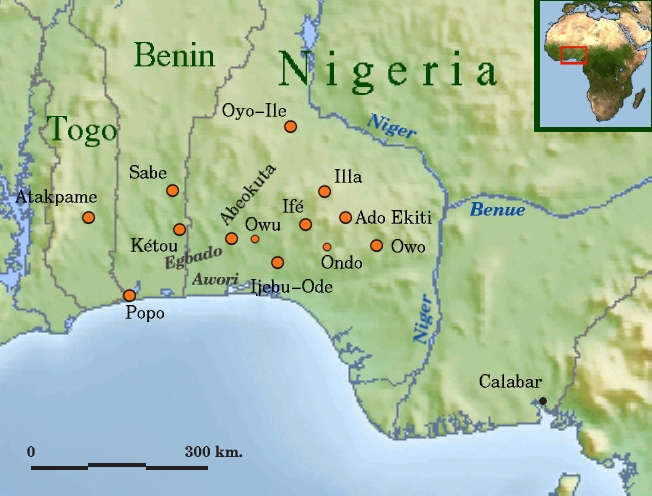
Les principales villes de la côte Yoruba avec les frontières contemporaines des différents pays.

La preuve de l'existence du panyarring dans le territoire yoruba, dans l'actuel Nigeria, avant les années 1830, est assez limité. En cas de litiges, les commerçants européens furent certes menacés de saisie (panyarring) en diverses occasions, mais cela n'atteint jamais le même niveau que le long de la Côte de l'Or. Au milieu du XIXe siècle cependant, plusieurs cas de panyarring sont documentés dans le cas de conflit politique entre communautés africaines. Des chefs purent permettre le panyarring à l'intérieur de leur territoire, décider d'utiliser le panyarring dans leur rivalité avec d'autres chefs, ou consentir à la pratique du panyarring en échange d'argent. L'historien Olatunji Ojo a découvert un certain nombre de cas de panyarring dans les terres yorubas, dont le cas, en 1879, d'un vice-roi d'une ville appelée Itebu qui saisit un homme de l’ethnie Mahi en échange d'un petit paiement d'un autre Mahi qui accusait le premier d'adultère avec l'une de ses épouses. De même, un chef Egba saisit en panyarring des membres de la tribu Awori, tribu qui avait elle-même également saisi une jeune fille de son village.
La pratique du panyarring a ainsi été un facteur d'accroissement des détériorations des relations entre chefs Yoruba, causant des tensions et causant directement la guerre Ondo-Ikale en 1891. Avec l'expansion britannique dans les années 1880 et 1890, le panyarring diminua en importance à travers tout le territoire yoruba.

### Dahomey
Le Royaume de Dahomey, le long de la côte de l'actuel Bénin, conquit les royaumes Fon et de houéda dans les années 1720, puis prit le contrôle d'une partie de la côte atlantique et devint l'un des principaux acteurs du commerce des esclaves. Les royaumes Fon et de houéda avaient largement eu recours au système du panyarring.
Le royaume du Dahomey avait, quant à lui, interdit la pratique du panyarring au début du XVIIe siècle, sous le règne du roi Houegbadja, qui exigea que tous les conflits relatifs à des dettes soient traités dans ses tribunaux royaux. La conquête des royaumes Fon et houéda mit fin à la pratique du panyarring également dans ces régions.

### Sur la côte atlantique
Des formes de panyarring ont été documentées le long de la côte atlantique depuis la Sierra Leone actuelle jusqu'en Angola. Cependant, ailleurs que le long de la Côte de l'Or et en territoire yoruba, la pratique du panyarring demeura marginale.